# Bernard Blier
Bernard Blier (Buenos Aires, 11 gennaio 1916 – Saint-Cloud, 29 marzo 1989) è stato un attore francese.

## Biografia
Figlio di Jules Blier, biologo per l'Istituto Pasteur, e di Suzanne Bargy, nacque in Argentina, dove il padre si trovava per lavoro. Tornato con la famiglia a Parigi, s'iscrisse al prestigioso liceo Condorcet, dove si appassionò allo studio della lingua italiana, cosa che gli tornò utile molti anni dopo nella sua carriera d'attore. Abbandonati gli studi superiori, dal 1931 frequentò i corsi d'arte drammatica del Conservatoire national, dove fu allievo di Louis Jouvet. Qui al Conservatoire incontrò e divenne amico di due personaggi destinati a diventare altrettanto celebri: François Périer e Gérard Oury. Dopo un breve periodo in teatro, esordì nel cinema nel 1936 dapprima ricoprendo piccoli ruoli non accreditati. Alla fine degli anni '30 del XX secolo era già apparso in una ventina di film, tra cui Albergo Nord e Alba tragica, diretti da Marcel Carné, acquistando larga popolarità come caratterista dal fisico grassoccio e dal viso riconoscibile. Nel 1938 sposò Gisèle Brunet, che l'anno seguente diede alla luce il loro unico figlio Bertrand, che diventerà regista cinematografico.
Dopo la guerra, Bernard Blier cominciò ad ottenere ruoli da protagonista, fra l'altro, in Legittima difesa (1947) di Henri-Georges Clouzot, L'École buissonnière (1949) di Jean-Paul Le Chanois, Intrighi di donne (1950) di Yves Allégret e, a partire dal 1958, interpretò numerosissimi ruoli anche in Italia, da La grande guerra di Mario Monicelli, a Il gobbo di Carlo Lizzani, da Crimen a I briganti italiani, entrambi di Mario Camerini, da Casanova '70 di nuovo di Mario Monicelli, a Lo straniero di Luchino Visconti, da Riusciranno i nostri eroi a ritrovare l'amico misteriosamente scomparso in Africa? di Ettore Scola, al primo (1975) e terzo (1985) capitolo della trilogia di Amici miei (film in cui interpretò i personaggi di Nicolò Righi e Stefano Lenzi, due anziani signori brutalmente presi in giro dai cinque protagonisti). Oltre a Monicelli, i registi italiani con i quali riuscì maggiormente a collaborare furono Ettore Scola e Luigi Comencini.
Il figlio Bertrand lo diresse in tre film: Si j'étais un espion (1967), Calmos (1976) e Buffet freddo (1979). L'ultima pellicola girata in Italia è stata Una botta di vita (1988), accanto ad Alberto Sordi. A marzo dell'anno successivo Blier, con un fisico estremamente provato dalle metastasi di un tumore alla prostata, comparve per l'ultima volta in pubblico sul palcoscenico del Théâtre de l'Empire a Parigi per ricevere dalle mani di Michel Serrault il Premio César alla carriera. Si spense solo tre settimane dopo in una clinica di Saint-Cloud, all'età di 73 anni. Gli viene reso omaggio funebre nel cimitero parigino di Thiais (Val-de-Marne) insieme ad altri attori tra cui Alain Janey, Michel Peyrelon, Jean Rougerie e Max Desrau.

## Filmografia

Bernard Blier nel film I compagni (1963)

- Il caso del giurato Morestan (Gribouille), regia di Marc Allégret (1937)
- Trois... six... neuf, regia di Raymond Rouleau (1937)
- Il messaggio (Le Messager), regia di Raymond Rouleau (1937)
- Un immortale su misura (L'Habit vert), regia di Roger Richebé (1937)
- Double crime sur la ligne Maginot, regia di Félix Gandéra (1937)
- La dama di Malacca (La Dame de Malacca), regia di Marc Allégret (1937)
- Grisou, regia di Maurice de Canonge (1938)
- Altitude 3.200, regia di Jean Benoît-Lévy e Marie Epstein (1938)
- Ragazze folli (Entrée des artistes), regia di Marc Allégret (1938)
- Bufera d'amore (Le Ruisseau), regia di Claude Autant-Lara e Maurice Lehmann (1938)
- Albergo Nord (Hôtel du Nord), regia di Marcel Carné (1938)
- Accordo finale (Accord final), regia di Ignacy Rosenkranz e Douglas Sirk (1938)
- Place de la Concorde, regia di Karel Lamač (1939)
- Alba tragica (Le Jour se lève), regia di Marcel Carné (1939)
- Quartiere latino (Quartier latin), regia di Christian Chamborant, Pierre Colombier (1939)
- Notte di dicembre (Nuit de décembre), regia di Curtis Bernhardt (1941)
- I figli della strada (L'Enfer des anges), regia di Christian-Jaque (1941)
- Due donne innamorate (Premier bal), regia di Christian-Jaque (1941)
- L'assassinio di Papà Natale (L'assassinat du Père Noël), regia di Christian-Jaque (1941)
- Capricci (Caprices), regia di Léo Joannon (1942)
- Le journal tombe à cinq heures, regia di Georges Lacombe (1942)
- La donna che ho più amato (La femme que j'ai le plus aimée), regia di Robert Vernay (1942)
- Delirio d'amore (La Symphonie fantastique), regia di Christian-Jaque (1942)
- Gioco d'amore (Domino), regia di Roger Richebé (1943)
- Io sono con te (Je suis avec toi), regia di Henri Decoin (1943)
- Rondini in volo (Les Petites du quai aux fleurs), regia di Marc Allégret (1943)
- Carmen, regia di Christian-Jaque (1945)
- Dédée d'Anvers, regia di Yves Allégret (1947)
- Legittima difesa (Quai des Orfèvres), regia di Henri-Georges Clouzot (1947)
- Gli scocciatori (Les Casse-pieds), regia di Jean Dréville (1948)
- Il grande vessillo (D'homme à hommes), regia di Christian-Jaque (1948)
- L'École buissonnière, regia di Jean-Paul Le Chanois (1949)
- Ritorna la vita (Retour à la vie), regia di André Cayatte (1949)
- Scandalo alle Assise (La Souricière), regia di Henri Calef (1949)
- Sua maestà il fabbro ferraio (Monseigneur), regia di Roger Richebé (1949)
- Intrighi di donne (Manèges), regia di Yves Allégret (1950)
- ...e mi lasciò senza indirizzo (Sans laisser d'adresse), regia di Jean-Paul Le Chanois (1950)
- Les anciens de Saint Loup, regia di Georges Lampin (1950)
- Ricordi perduti (Souvenirs perdus), regia di Christian-Jaque (1950)
- Agence matrimoniale, regia di Jean-Paul Le Chanois (1951)
- Garù Garù (Garou-Garou, le passe-muraille), regia di Jean Boyer (1951)
- Seguite quest'uomo (Suivez cet homme), regia di Georges Lampin (1952)
- Prima del diluvio (Avant le déluge), regia di André Cayatte (1953)
- Il letto (Secrets d'alcôve) (Episodio: Il letto della Pompadour, regia di Jean Delannoy) (1954)
- La piccola guerra (Les Hussards), regia di Alex Joffé (1955)
- Prigionieri del male, regia di Mario Costa (1955)
- Fascicolo nero (Le Dossier noir), regia di André Cayatte (1955)
- I peccatori guardano il cielo (Crime et châtiment), regia di Georges Lampin (1956)
- Delitto sulla Costa Azzurra (Retour de manivelle), regia di Denys de La Patellière (1957)
- Godot, regia di Yves Allégret (1957)
- I miserabili (Les Misèrables), regia di Jean-Paul Le Chanois (1958)
- La bestia muore due volte (La Bonne tisane), regia di Hervé Bromberger (1957)
- L'uomo dall'impermeabile (L'homme à l'imperméable), regia di Julien Duvivier (1957)
- Anonima ricatti (En légitime défense), regia di André Berthomieu (1958)
- Archimede le clochard, regia di Gilles Grangier (1958)
- Die elenden, regia di Jean-Paul Le Chanois (1958)
- Le grandi famiglie (Les Grandes familles), regia di Denys de La Patellière (1958)
- Il giocatore (Le Joueur), regia di Claude Autant-Lara (1958)
- La gatta (La Chatte), regia di Henri Decoin (1958)
- Senza famiglia (Sans famille), regia di Andrè Michel (1958)
- Amanti nelle tenebre (Les Yeux de l'amour), regia di Denys de La Patellière (1959)
- Colpo alla nuca (Marche ou crève), regia di Georges Lautner (1959)
- Storie d'amore proibite (il cavaliere e la zarina) (Le secret du Chevalier d'Éon), regia di Jacqueline Audry (1959)
- Marie-Octobre, regia di Julien Duvivier (1959)
- La grande guerra, regia di Mario Monicelli (1959)
- Il gobbo, regia di Carlo Lizzani (1960)
- Il sindacato del crimine (L'Ennemi dans l'ombre), regia di Charles Gérard (1960)
- Hitler non è morto (Le Monocle noir), regia di Georges Lautner (1961)
- Il presidente (Le Président), regia di Henri Verneuil (1961)
- Una ragazza a rimorchio (Les Petits matins), regia di Jacqueline Audry (1961)
- Il re dei falsari (Le Cave se rebiffe), regia di Gilles Grangier (1961)
- Il 7º giurato (Le septième juré), regia di Georges Lautner (1961)
- I celebri amori di Enrico IV (Vive Henri IV... vive l'amour!), regia di Claude Autant-Lara (1961)
- Crimen, regia di Mario Camerini (1961)
- I briganti italiani, regia di Mario Camerini (1962)
- Il grande ribelle (Mathias Sandorf), regia di Georges Lampin (1962)
- La furia degli uomini (Germinal), regia di Yves Allégret (1962)
- Il magnifico avventuriero, regia di Riccardo Freda (1963)
- La pappa reale (La Bonne soupe), regia di Robert Thomas (1963)
- Ragazze di buona famiglia (Les Saintes-nitouches), regia di Pierre Montazel (1963)
- 100.000 dollari al sole (Cent mille dollars au soleil), regia di Henri Verneuil (1963)
- In famiglia si spara (Les tontons flingueurs), regia di Georges Lautner (1963)
- Quattro spie sotto il lenzuolo (Les Barbouzes), regia di Georges Lautner (1964)
- I compagni, regia di Mario Monicelli (1964)
- Alta infedeltà, regia di Mario Monicelli - episodio "Gente moderna" (1964)
- Il magnifico cornuto, regia di Antonio Pietrangeli (1964)
- L'amore e la chance (La Chance et l'amour), regia di Bertrand Tavernier (1964)
- Caccia al maschio (La Chasse à l'homme), regia di Édouard Molinaro (1964)
- Per favore, chiudete le persiane (Les Bons Vivants), regia di Gilles Grangier, Georges Lautner (1965)
- Una questione d'onore, regia di Luigi Zampa (1965)
- Casanova '70, regia di Mario Monicelli (1965)
- Delitto quasi perfetto, regia di Mario Camerini (1966)
- Duello nel mondo, regia di Georges Combret e Luigi Scattini (1966)
- Chi ha rubato il presidente? (Le Grand restaurant), regia di Jacques Besnard (1966)
- Congiura di spie (Peau d'espion), regia di Édouard Molinaro (1966)
- Un idiot à Paris, regia di Serge Korber (1967)
- Si j'étais un espion, regia di Bertrand Blier (1967)
- Lo straniero, regia di Luchino Visconti (1967])
- Due killers in fuga (Du mou dans la gâchette), regia di Louis Grospierre (1967)
- Il morto mettetelo sul conto (Le Fou du labo IV), regia di Jacques Besnard (1968)
- Caroline chérie, regia di Denys de La Patellière (1968)
- L'assassino ha le ore contate (Coplan sauve sa peau), regia di Yves Boisset (1968)
- Riusciranno i nostri eroi a ritrovare l'amico misteriosamente scomparso in Africa?, regia di Ettore Scola (1968)
- Non bisogna scambiare i ragazzi del buon Dio per delle anatre selvatiche (Faut pas prendre les enfants du bon Dieu pour des canards sauvages), regia di Michel Audiard (1968)
- Mio zio Beniamino, l'uomo dal mantello rosso (Mon Oncle Benjamin), regia di Édouard Molinaro (1969)
- Quarta parete, regia di Adriano Bolzoni (1969)
- Tre canaglie e un piedipiatti (Laisse aller... c'est une valse), regia di Georges Lautner (1970)
- Appelez-moi Mathilde, regia di Pierre Mondy (1970)
- Che carriera che si fa con l'aiuto di mammà!... (Le Distrait), regia di Pierre Richard (1970)
- Le cri du cormoran le sour au-dessus des jonques, regia di Michel Auclair (1970)
- Lei non fuma, lei non beve, ma... (Elle boit pas, elle fume pas, elle drague pas, mais... elle cause!), regia di Michel Audiard (1970)
- Homo Eroticus, regia di Marco Vicario (1971)
- Jo e il gazebo (Jo), regia di Jean Girault (1971)
- Il furto è l'anima del commercio!?..., regia di Bruno Corbucci (1971)
- Per amore ho catturato una spia russa (Catch Me a Spy), regia di Dick Clement (1971)
- Alto, biondo e... con una scarpa nera (Le Grand blond avec une chaussure noire), regia di Yves Robert (1972)
- Dacci oggi i nostri soldi quotidiani (Moi y'en a vouloir des sous), regia di Jean Yanne (1972)
- Il commissario Le Guen e il caso Gassot (Le Tueur), regia di Denys de La Patellière (1972)
- Questo nostro simpatico mondo di pazzi (Tout le monde il est beau, tout le monde il est gentil), regia di Jean Yanne (1972)
- Boccaccio, regia di Bruno Corbucci (1972)
- Rosamunda non parla... spara (Elle cause plus, elle flingue), regia di Michel Audiard (1972)
- Se gli altri sparano... io che c'entro!? (Je sais rien, mais je dirai tout), regia di Pierre Richard (1973)
- Ultimatum alla polizia (Par le sang des autres), regia di Marc Simenon (1973)
- Processo per direttissima, regia di Lucio De Caro (1974)
- Bon baisers... à lundi, regia di Michel Audiard (1974)
- Ce cher Victor, regia di Robin Davis (1974)
- I cinesi a Parigi (Les Chinois à Paris), regia di Jean Yanne (1974)
- Non è perché non si ha nulla da dire che si deve star zitti (C'est pas parce qu'on a rien à dire qu'il faut fermer sa gueule...), regia di Jacques Besnard (1974)
- Un cadavere di troppo (...la main à couper), regia di Étienne Périer (1974)
- Il piatto piange, regia di Paolo Nuzzi (1974)
- Amici miei, regia di Mario Monicelli (1975)
- Calmos, regia di Bertrand Blier (1976)
- Il cadavere del mio nemico (Le Corps de mon ennemi), regia di Henri Verneuil (1976)
- Buffet freddo (Buffet froid), regia di Bertrand Blier (1979)
- Il fascino del delitto (Série noire), regia di Alain Corneau (1979)
- Il malato immaginario, regia di Tonino Cervi (1979)
- Voltati Eugenio, regia di Luigi Comencini (1980)
- Il turno, regia di Tonino Cervi (1981)
- Passione d'amore, regia di Ettore Scola (1981)
- Petrole! Petrole!, regia di Christian Gion (1981)
- Ça n'arrive qu'à moi, regia di Francis Perrin (1984)
- Cuore, regia di Luigi Comencini (1984)
- Amici miei - Atto IIIº, regia di Nanni Loy (1985)
- Le due vite di Mattia Pascal, regia di Mario Monicelli (1985)
- Scemo di guerra, regia di Dino Risi (1985)
- Speriamo che sia femmina, regia di Mario Monicelli (1986)
- Compagni miei atto I (Twist again à Moscou), regia di Jean-Marie Poiré (1986)
- Io odio gli attori (Je Hais les acteurs), regia di Gérard Krawczyk (1986)
- Sotto il ristorante cinese, regia di Bruno Bozzetto (1987)
- Dostoevskij - I demoni (Les Possédés), regia di Andrzej Wajda (1987)
- I picari, regia di Mario Monicelli (1988)
- Una botta di vita, regia di Enrico Oldoini (1988)
- Ada dans la jungle, regia di Gérard Zingg (1988)
- Kinski Paganini, regia di Klaus Kinski (1989)
- Seobe, regia di Aleksandar Petrović (1989)

## Doppiatori italiani
- Carlo Romano in Carmen, Legittima difesa, Prima del diluvio, I peccatori guardano il cielo, Archimede le clochard, Caccia al maschio, Lo straniero
- Pino Locchi in Il malato immaginario, Le due vite di Mattia Pascal, Speriamo che sia femmina, Sotto il ristorante cinese, I picari
- Stefano Sibaldi in Fascicolo nero, Processo per direttissima, Il cadavere del mio nemico
- Giorgio Capecchi in I miserabili, Il magnifico avventuriero
- Renato Turi in Il gobbo, Caroline chérie
- Romolo Valli in Crimen, Homo Eroticus
- Gualtiero De Angelis in Il presidente, Il re dei falsari
- Sergio Rossi in Una questione d'onore, Delitto quasi perfetto
- Roberto Villa in Quarta parete, Il commissario Le Guen e il caso Gassot
- Sergio Fiorentini in Ultimatum alla polizia, Scemo di guerra
- Nino Dal Fabbro in La grande guerra
- Emilio Cigoli in I briganti italiani
- Giampiero Albertini in Il magnifico cornuto
- Luigi Casellato in Casanova '70
- Roberto Bertea in Duello nel mondo
- Max Turilli in Riusciranno i nostri eroi a ritrovare l'amico misteriosamente scomparso in Africa?
- Corrado Gaipa in Amici miei
- Gigi Reder in Voltati Eugenio
- Renato Mori in Passione d'amore
- Omero Antonutti in Cuore
- Mario Mastria in Amici miei - Atto IIIº
- Antonio Guidi in Una botta di vita